# Mauro Maugeri
Mauro Maugeri (Aci Castello, 19 gennaio 1959 – Catania, 30 novembre 2017) è stato un allenatore di pallanuoto e pallanuotista italiano.

## Biografia
Dopo una discreta carriera come giocatore di pallanuoto nel ruolo di centroboa si è ritagliato un ruolo di primo piano come allenatore di pallanuoto, principalmente nel settore femminile, sia con squadre di club sia con rappresentative nazionali. 
Infatti ha condotto le ragazze dell'Orizzonte Catania, nelle nove stagioni complessive passate sulla panchina etnea, alla conquista di altrettanti scudetti e sei Coppe dei Campioni.
Dalla fine del 2001 è stato chiamato ad affiancare il commissario tecnico del setterosa Pierluigi Formiconi nel ruolo di vice c.t., mansione che ha svolto parallelamente al suo incarico nella squadra di club. Terminato questo incarico in nazionale all'indomani della medaglia d'oro olimpica delle azzurre ad Atene 2004, è tornato sulla panchina dell'Italia alla fine dell'anno successivo con il ruolo di commissario tecnico, veste che ha ricoperto fino a dopo i giochi olimpici di Pechino 2008 e con la quale, nel 2006, ha ottenuto la medaglia d'argento ai campionati europei, nella Coppa del Mondo e nella World League.
Nel 2008 ha assunto l'incarico di allenatore della nazionale femminile olandese, che aveva appena concluso vittoriosamente le Olimpiadi di quell'anno, e nel 2010 l'ha condotta alla conquista del bronzo ai campionati europei, proprio a spese della nazionale italiana, battuta nella finale per il terzo posto., è stato esonerato dall'incarico il 21 novembre 2013.
È presente in Palombella rossa, film di Nanni Moretti del 1989, nella parte dell'allenatore di pallanuoto della squadra dell'Acireale, ruolo che all'epoca ricopriva anche nella realtà.
Muore dopo una lunga malattia il 30 novembre 2017 all'età di 58 anni.

## Palmarès

### Allenatore

#### Club
- Campionato italiano: 9

Orizzonte Catania: 1992-93, 1993-94, 1994-95, 2000-01, 2001-02, 2002-03, 2003-04, 2004-05, 2005-06
- LEN Champions Cup: 6

Orizzonte Catania: 1993-94, 2000-01, 2001-02, 2003-04, 2004-05, 2005-06

#### Nazionale
- Argento nella Coppa del Mondo: 1

Italia: Tientsin 2006
- Argento nella World League: 1

Italia: Atene 2006
- Argento ai campionati europei: 1

Italia: Belgrado 2006
- Bronzo ai campionati europei: 1

Olanda: Zagabria 2010